# هومر آي. لويس
هومر آي. لويس (بالإنجليزية: Homer I. Lewis)‏ هو ضابط أمريكي، ولد في 1 فبراير 1919 في آشفيل في الولايات المتحدة، وتوفي في 21 أكتوبر 2015 في إيغل باس في الولايات المتحدة.